# Maciej Woyno
Maciej Woyno (ur. 16 marca 1731 w Woynach-Szunach, zm. po 1824) – komisarz cywilno-wojskowy ziemi wiskiej w 1790 roku, porucznik 4. Brygady Kawalerii Narodowej.